# В'єтчі
В'єтчі (в'єт. Việt Trì) — місто та округ на півночі В'єтнаму, столиця провінції Футхо. Населення міста на 2009 рік становило 99 147 осіб населення округу В'єтчі на 2010 рік — 260 288 осіб. Площа округу — 110 км². Розташований приблизно за 75 км від Ханоя і за 1794 км від Хошиміна. Великий промисловий центр.